# 篠ノ井橋
篠ノ井橋（しののいばし）は、長野県千曲市 - 長野市の千曲川に架かる国道18号の桁橋。

## 概要
後述の通り、篠ノ井橋は古くからの街道の要衝にあって古くから架橋された。供用中の橋は永久橋としては2代目および3代目。

### 現況の諸元
篠ノ井橋（2代永久橋・上り）
- 形式 - 3径間連続鋼鈑桁3連+1径間単純鋼鈑桁橋1連
- 橋長 - 457.5 m
- 竣工 - 1970年度（昭和45年度）
- 開通 - 1972年（昭和47年）1月

新篠ノ井橋（下り）
- 形式 - 4径間連続鋼鈑桁1連+3径間連続鋼鈑桁橋2連
- 橋格 - 1等橋(TL-20)
- 橋長 - 455.8 m
  - 支間割 - ( 34.800 m + 45.250 m + 2×44.800 m ) + ( 3×47.000 m ) + ( 2×47.000 m + 48.350 m )
- 幅員
  - 総幅員 - 11.500 m
  - 有効幅員 - 10.500 m
  - 車道 - 8.000 m
  - 歩道 - 片側2.500 m
- 床版 - 鉄筋コンクリート
- 総鋼重 - 1 157 t
- 施工 - 川崎重工業・東日本鉄工・松尾橋梁[注釈 1]
- 竣工 - 1991年度（平成3年度）
- 開通 - 1994年度（平成6年度）[4]

### 旧橋の諸元
篠ノ井橋（初代永久橋）
- 形式 - 6連鋼単純直弦プラットトラス橋+3径間T型RC連続桁橋5連
- 橋長 - 1,484フィート5.5インチ（約452.5 m）
  - トラス部 - 928フィート6.5インチ（約283.0 m）
  - 桁部 - 555フィート11インチ（約169.4 m）
- 設計 - 増田淳
- 施工 - 櫻田機械製造所[注釈 2]・三菱造船（神戸造船所）
- 着工 - 1923年（大正12年）2月28日
- 竣工 - 1927年（昭和2年）10月
- 開通 - 1927年（昭和2年）11月22日

## 歴史
篠ノ井地域は江戸時代には北国街道が通る交通の要衝であった。1872年（明治5年）には千曲川の矢代（屋代）の渡しに12艘の船を並べ、長さ約80 m、幅約3 mの舟橋が架橋された。北国街道は1885年（明治18年）の内務省告示第6号國道表により国道5号に指定された。1889年（明治22年）には篠ノ井橋は木橋となり、1910年（明治43年）10月に仮橋に架け替えられた。この橋は橋長約270 ｍ、幅員約3.6 ｍの県管理の橋で、国道と篠ノ井停車場の運輸が改善された。この仮橋はまたの名を唐猫橋といい、平水時のみの木造投渡橋であった。
1919年（大正8年）4月に旧道路法が公布され、旧来の国道5号の長野県区間は国道10号に指定された。1923年（大正12年）2月28日に篠ノ井と屋代を結ぶ国道10号の篠ノ井橋の架設工事が着工され、取り付け道路工事の進捗が悪く、渡らずの橋などと揶揄されたが約4年後の1927年（昭和2年）10月に竣工し、11月22日に開通した。総工費は約55万4千円であり、道路費は約15万1千円を占めた。国庫から橋の建設費に3分の2、取り付け道路については2分の1の補助がなされた。永久橋の開通に対し、篠ノ井町長をはじめ、地元は冷ややかな受け止めであった。
この初代永久橋は増田淳の設計による。
その後、約20 m下流側に架け替えされた新橋が1972年（昭和47年）1月21日に開通し、旧橋は1985年（昭和60年）に撤去された。さらに、交通量の増大に伴い、1986年度（昭和61年度）に更埴拡幅が事業化され、上流側に新篠ノ井橋が架設され、更埴拡幅は1994年度（平成6年度）に事業完成した。